# Cyathea laevigata
Cyathea laevigata là một loài dương xỉ trong họ Cyatheaceae. Loài này được Willd. mô tả khoa học đầu tiên năm 1824.
Danh pháp khoa học của loài này chưa được làm sáng tỏ. 